# Saint-Pierre-de-Plesguen
Pour les articles homonymes, voir Saint-Pierre.
Saint-Pierre-de-Plesguen (breton :  Sant-Pêr-Plewenn) est une ancienne commune française d'Ille-et-Vilaine, en Bretagne, devenue le 1er janvier 2019 une commune déléguée au sein de la commune nouvelle de Mesnil-Roc'h.
Elle est peuplée de 2 884 habitants.

## Géographie
Le territoire de la commune est presque totalement ceinturé de forêts et de grands bois, et il existe encore, à l'intérieur, des petits bois et des landes. Néanmoins, les cultures, 55 % environ de la superficie totale, sont assez importantes et établies sur les plateaux et les pentes granitiques.
Du point de vue de la richesse de la flore, Saint-Pierre-de-Plesguen fait partie des communes du département possédant dans leurs différents biotopes le plus de taxons, soit 509 pour une moyenne communale de 348 taxons et un total départemental de 1 373 taxons (118 familles). On compte notamment 45 taxons à forte valeur patrimoniale (total de 207) ; 14 taxons protégés et 36 appartenant à la liste rouge du Massif armoricain (total départemental de 237).
Les forêts de Coëtquen et du Mesnil occupent une partie du territoire de la commune.
| Pleudihen-sur-Rance | Tressé, Miniac-Morvan    | Bonnemain, Le Tronchet |
| Saint-Hélen         | Saint-Pierre-de-Plesguen | Lanhélin               |
| Plesder             | Pleugueneuc              | Meillac                |

### Transports
La commune se situe au carrefour des axes Rennes-Saint-Malo (RD 137 - ex-RN 137) et Dinan-Combourg (RD 794).
Elle dispose depuis 2016 d'une gare intermodale desservie par la ligne 8a du réseau de cars interurbains BreizhGo. Elle constitue le terminus de la ligne avec une fréquence de l'ordre de 6 allers et 8 retours par jour en semaine vers et depuis Rennes.

### Liste des lieux-dits
- Ardiers (les), Aulne (l').
- Bashoix (la), Basse Motte (la), Basse Rougeolais (la), Basses Chapelles (les), Beau Soleil, Bel Air, Bellevue, Bois Hamon (le), Bois Mande (le), Bordière (la), Bornière (la), Boterel (le), Boutergot.
- Cantine du Rouvre (la), Chambre (la), Champ Chrétien (le), Champdiers (les), Champs Rouaux (les), Chapelais (la), Chapelles (les), Château du Rouvre (le), Chaufetière, Chaumière (la), Chenaie (la), Chêne (le), Clairette, Clos Loup (le), Clos au Coq (le), Clos de la Donne (le), Clos du Rouvre (le), Clos Neuf (le), Clos Rolland (le), Closset (le), Cocherie (la), Coëtquen (château de), Communais (la), Corderie (la), Courtils Collets (les), Croix (la), Croix Chemin (le), Croix Marie (la).
- Épine (l'), Erbregemens (les).
- Fertier (le), Fresnais (la).
- Gehardières (les), Grande Sauvagère (la), Grand Moulin du Rouvre (le), Grand Rocher (le), Gretay (le), Guermonais (la), Guermondière (la).
- Haies (les), Haut Plessix (le), Hôtel Neuf (l'), Houssais (la), Homme Mort (l')
- Là-bas, Launay Marie, Licornou.
- Malabry, Manoir de la Chesnaye, Métairie du Bois Mande, Métairie du Rouvre, Morvonnais (la), Motte (la).
- Noe-Davy (la).
- Ormeaux (les).
- Paillé (le), Pas Bouché (le), Pas Mainguy (le), Pas de Plesguen (le), Pélicain (le), Petite Sauvagère (la), Petites Chapelles (les), Pic à vent (le), Planche (la), Point du Jour (le), Pont Ricoul (le), Petit Moulin du Rouvre (le)
- Renardières (les), Rousselais (les), Ricolais (la), Rivaudais (la), Rocher Abraham (le), Rouvre (le).
- Saudraye (la)
- Teillère (la), Tiolais (la), Touche (la), Touchettes (les).
- Vaujual (le), Ville Briand (la), Ville es Liez (la), Ville es Nees (la), Ville Gicquel (la), Ville Guerin (la), Ville Milcent (la), Ville Pion (la), Vit au Vit (le).

### Géologie
Le sous-sol de la commune est constitué de roches granitiques ; il fait partie du massif granitique de Lanhélin. Ainsi de 1848-1850, beaucoup des pierres de grandes dimensions demandées pour la partie supérieure du viaduc de Dinan ont-elles été tirées de trois carrières du bois de Launay, au moins 215 m3 en 1848, et de la carrière du Rouvre, 95 m3 en 1850, le complément de ces pierres de qualité supérieure ayant été obtenu dans les carrières de Lanhélin.

### Hydrographie
Trois rivières, qui sont de gros ruisseaux, drainent les eaux recueillies sur le territoire de la commune. Elles se dirigent toujours vers le nord :
- le ruisseau de la Chesnaie, qui descend des hauteurs du Pas-de-Plesguen pour se jeter vers la Rance qui est atteinte dans la plaine maritime du Bas-Champ à Pleudihen-sur-Rance ;
- le Meneuc prend également sa source sur les hauteurs du Pas-de-Plesguen avant de se mélanger avec les eaux de la rivière du Tronchet pour se perdre dans la baie du mont Saint-Michel ;
- la rivière du Tronchet prend sa source sur les pentes du Cobac avant de se déverser dans la rivière le Meneuc.

Les deux rivières de la Chesnaie et du Tronchet servent de limites territoriales de Saint-Pierre-de-Plesguen à l'ouest et à l'est.

## Toponymie
Le village est attesté sous les formes : parrochia de Ploeguen (en 1218) et Pleeguen (en 1289).
Plesguen est issu de plebs > vieux breton ploiv / ploev « paroisse » et de guen « friche »[réf. souhaitée]. Le nom de saint Pierre, patron de la paroisse, est ajouté avant le XVIIe siècle. Elle se nomme Sant-Pêr-Plewenn en breton.
Le gentilé est Saint-Pierrais (Santpêrplewennad (…plewenniz) ou Santpêrplewennadez (-ed) en breton).

## Histoire
La paroisse de Plesguen faisait partie du doyenné de Dol relevant de l'évêché de Dol et était sous les vocables de saint Pierre et de saint Firmin.
Plesguen est semble-t-il un plou, c’est-à-dire une ancienne paroisse primitive. Les premiers seigneurs connus de la paroisse portent le nom de Plesguen dès le XIe siècle. Cette paroisse appelée au Moyen Âge Pléguen (« paroisse blanche »), est donnée par l'évêque de Dol à son chapitre au début du XIIIe siècle. En 1221, le sire Olivier de Coëtquen, reconnaissant, donne et lègue la totalité de ses dîmes sur la paroisse à l'abbaye du Tronchet, parce que les moines avaient acheté le manoir épiscopal de Dinan et l'avaient cédé pour lui être agréable au Jacobins de Dinan.
En 1375, Geoffroy de Plesguen, fit son testament avant de partir en pèlerinage à Saint-Jacques-de-Compostelle gratifiant l'abbaye du Tronchet de toutes les dîmes lui appartenant sur la paroisse et désignant frère Jocelin, prieur du prieuré Saint-Pierre-et-Saint-Paul de Roz-Landrieux, dépendant du Tronchet, comme son exécuteur testamentaire.
Sous l'Ancien Régime, la paroisse de Plesguen (Saint-Pierre-de-Plesguen) relève du marquisat de Châteauneuf, de Coetquen et de l'abbaye Notre-Dame du Tronchet qui jouit sur la paroisse du droit de dîmer. Le bailliage de la Cocherie dépend de cette abbaye. Au XIIe siècle, la seigneurie la plus importante est celle du Rouvre. L'abbaye y possédait le prieuré Saint-Lunaire de l'Hostellerie.
Elle prit le nom de Saint-Pierre-de-Plesguen en référence à son vocable principal et fut érigée en commune en 1790, lors de la Révolution, qui est très favorablement accueillie. La commune organise des fêtes révolutionnaires, dont la principale est celle célébrant l’anniversaire de l’exécution de Louis XVI, accompagnée d’un serment de haine à la royauté et à l’anarchie, fêtée à partir de 1795. D’autres fêtes sont célébrées, comme l’anniversaire de la fondation de la Ire République, la fête de la Jeunesse, ou encore la fête de l’Agriculture, pourtant peu suivie dans le département, est fêtée à Saint-Aubin.
Le 1er janvier 2019, elle fusionne avec Lanhélin et Tressé pour constituer la commune nouvelle de Mesnil-Roc'h dont la création est actée par un arrêté préfectoral du 11 décembre 2018.

### Les Terre-Neuvas et les marins à la Grande-Pêche
Le métier de terre-neuvas constituait autrefois une des activités principales du village. Sur 2 500 habitants, on estimait qu’un quart des habitants vivaient de la grande pêche. Sur le fronteau de la mairie de Saint-Pierre-de-Plesguen, on trouve ainsi une ancre de marine, ce qui symbolise bien le lien de la commune avec le « grand métier ». Ces forçats de la mer ont aujourd’hui disparu. Les derniers terre-neuvas de Saint-Pierre-de-Plesguen naviguaient encore dans les années 1970.

### Héraldique
| Blason de Saint-Pierre-de-Plesguen | Blason  | D’argent aux deux clés de sable passées en sautoir, au chef d’hermine. |
| Blason de Saint-Pierre-de-Plesguen | Détails |                                                                        |

## Politique et administration

### Liste des maires délégués
| Période         | Période     | Identité         | Étiquette | Qualité                              |
| --------------- | ----------- | ---------------- | --------- | ------------------------------------ |
| 10 janvier 2019 | 27 mai 2020 | Robert Monnier   | SE        | Retraité                             |
| 27 mai 2020     | en cours    | Catherine Paroux |           | 4e adjointe au maire de Mesnil-Roc'h |

## Démographie
L'évolution du nombre d'habitants est connue à travers les recensements de la population effectués dans la commune depuis 1793. Pour les communes de moins de 10 000 habitants, une enquête de recensement portant sur toute la population est réalisée tous les cinq ans, les populations de référence des années intermédiaires étant quant à elles estimées par interpolation ou extrapolation. Pour la commune, le premier recensement exhaustif entrant dans le cadre du nouveau dispositif a été réalisé en 2008.
En 2016, la commune comptait 2 884 habitants, en évolution de +8,83 % par rapport à 2010 (Ille-et-Vilaine : +5,46 %, France hors Mayotte : +2,11 %).
| 1793  | 1800  | 1806  | 1821  | 1831  | 1836  | 1841  | 1846  | 1851  |
| ----- | ----- | ----- | ----- | ----- | ----- | ----- | ----- | ----- |
| 1 780 | 1 675 | 1 872 | 2 013 | 2 086 | 2 087 | 2 084 | 2 226 | 2 319 |

| 1856  | 1861  | 1866  | 1872  | 1876  | 1881  | 1886  | 1891  | 1896  |
| ----- | ----- | ----- | ----- | ----- | ----- | ----- | ----- | ----- |
| 2 351 | 2 358 | 2 507 | 2 389 | 2 512 | 2 524 | 2 591 | 2 592 | 2 605 |

| 1901  | 1906  | 1911  | 1921  | 1926  | 1931  | 1936  | 1946  | 1954  |
| ----- | ----- | ----- | ----- | ----- | ----- | ----- | ----- | ----- |
| 2 643 | 2 619 | 2 749 | 2 401 | 2 383 | 2 440 | 2 473 | 2 287 | 2 296 |

| 1962  | 1968  | 1975  | 1982  | 1990  | 1999  | 2006  | 2008  | 2013  |
| ----- | ----- | ----- | ----- | ----- | ----- | ----- | ----- | ----- |
| 2 270 | 2 164 | 2 038 | 2 023 | 2 075 | 1 977 | 2 399 | 2 520 | 2 769 |

| 2016  | - | - | - | - | - | - | - | - |
| ----- | - | - | - | - | - | - | - | - |
| 2 884 | - | - | - | - | - | - | - | - |

## Économie
- Agriculture (environ 55 % de la superficie de terres cultivées)
- Carrière de granite bleu de Lanhélin
- Zone d'activités de la Rougeolais

### Tourisme
- Gîtes ruraux.
- Chambre d'hôtes.

### Commerce

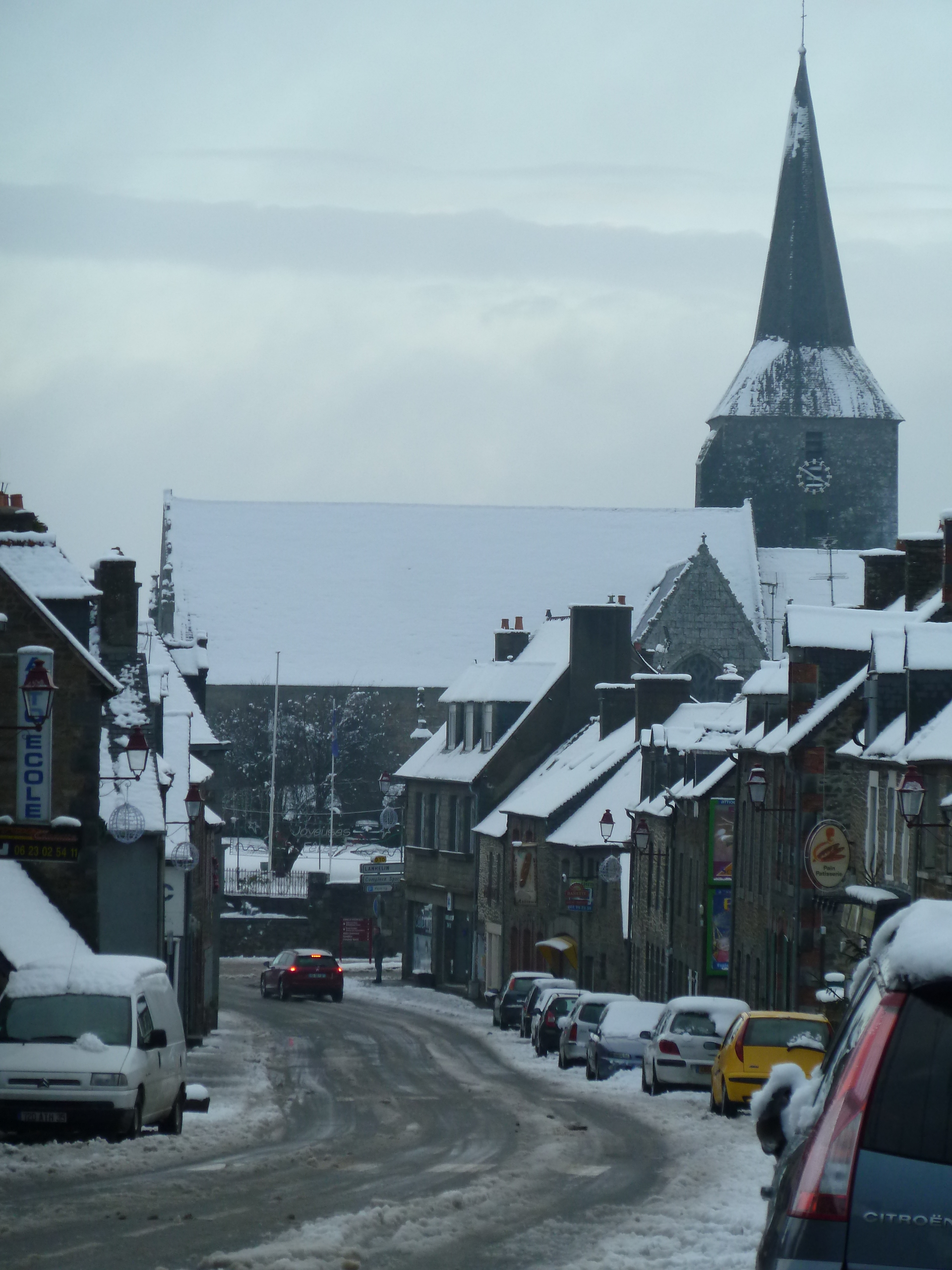
La rue de la Libération sous la neige.

- La rue de la Libération sous la neige.1 supermarché Carrefour Contact avec station-service.
- 1 pharmacie.
- 1 bureau de poste.
- 1 salon de coiffure.
- 2 restaurants dont un en vente à emporter.
- 2 bars dont un tabac-presse.
- 1 auto-école (annexe).
- 1 boutique électroménager - TV - Hifi.
- 1 boulangerie.
- 1 fleuriste
- 2 garages réparations automobiles.

## Vie locale

### Enseignement
- École publique
- École privée Sainte-Anne
- École de musique

### Équipements et services
- Une maison de santé
- Un espace culturel : la médiathèque Simone-Veil
- Un Espace Public Numérique
- Le complexe sportif Joseph-Lebret composé d'une salle omnisport, un terrain de tennis, un dojo, un espace multisports en plein air, 2 terrains de football.
- La salle multisports Camille-Bert doté d'un dojo et d'une salle omnisport.
- Un espace de nature « La Vallée »
- Un étang communal (pêche)
- Un EHPAD Le Voilier bleu de 21 places
- Un cimetière construit en 1948
- Diverses associations (sport, enfance, animation, troisième âge…)

## Lieux et monuments

### L'église
L'église Saint-Pierre datant des XVe et XVIe siècles. Elle se compose d'une nef à chevet droit et d'un transept.

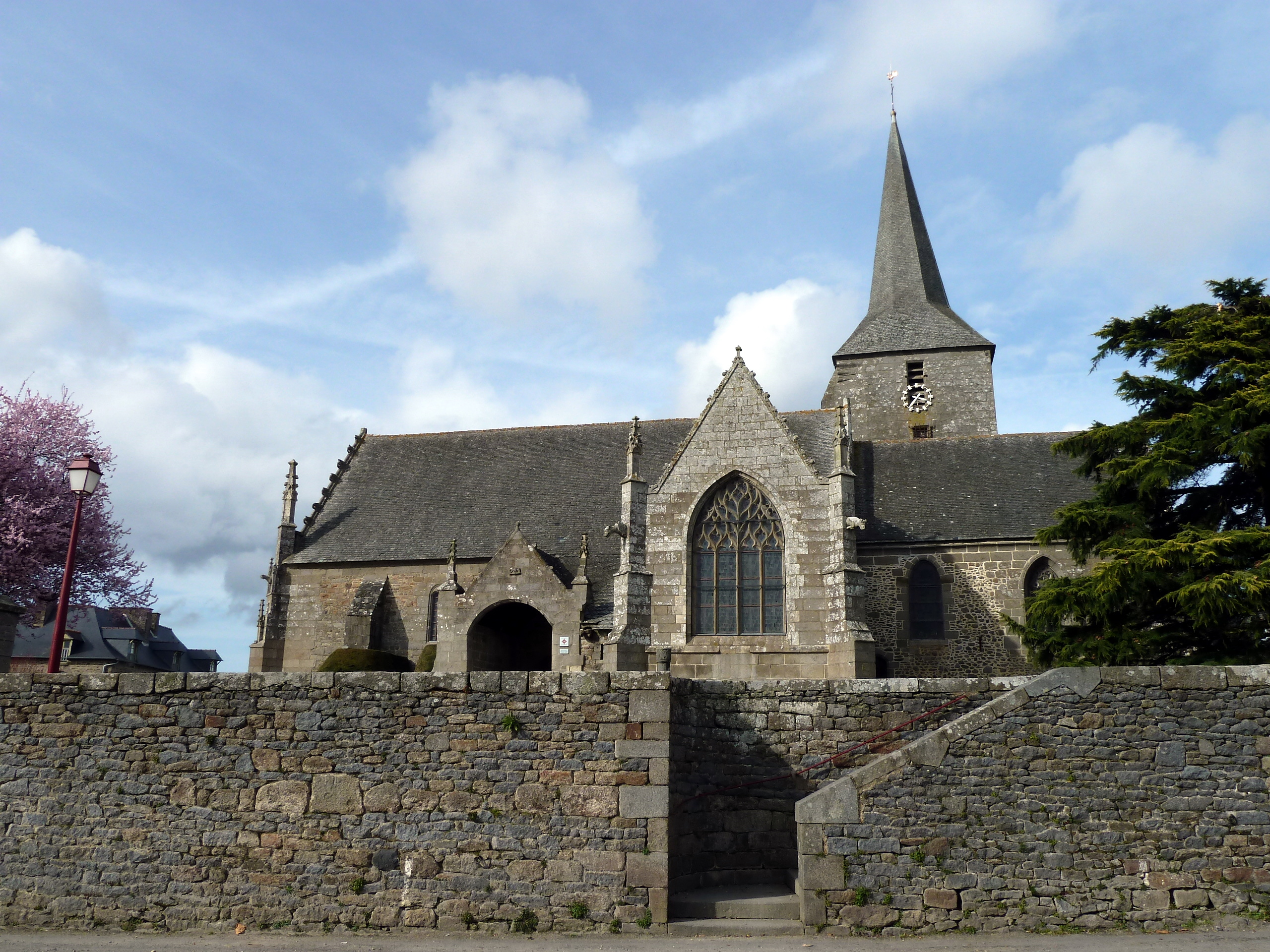
Façade sud.
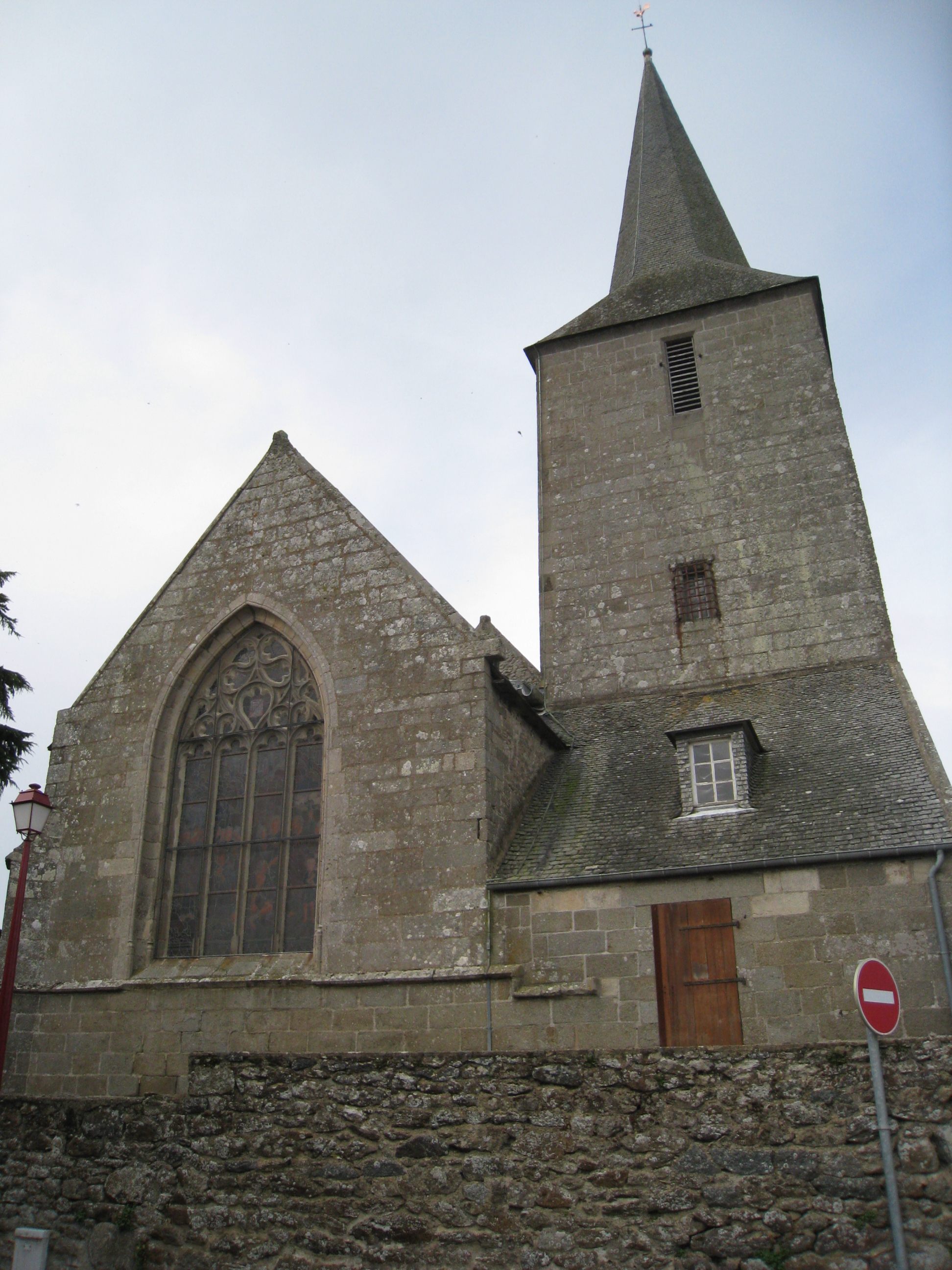
Façade est et clocher.
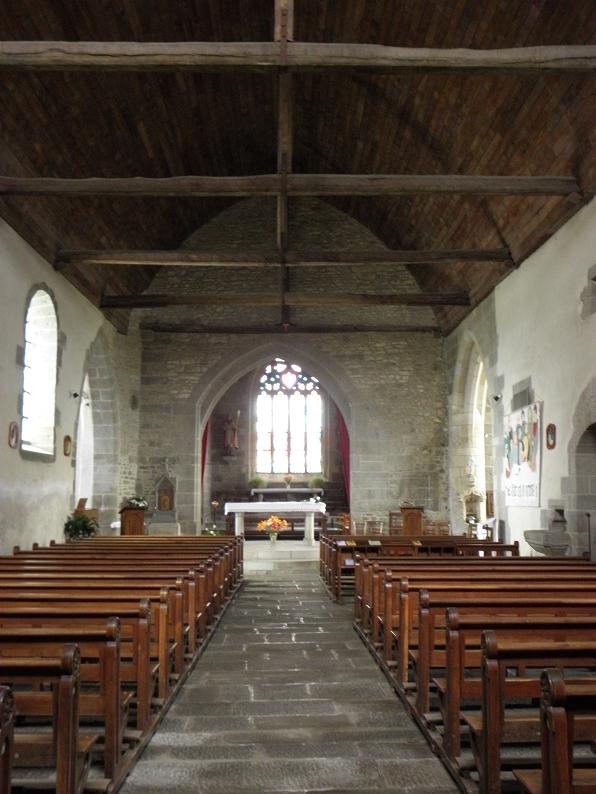
Nef.
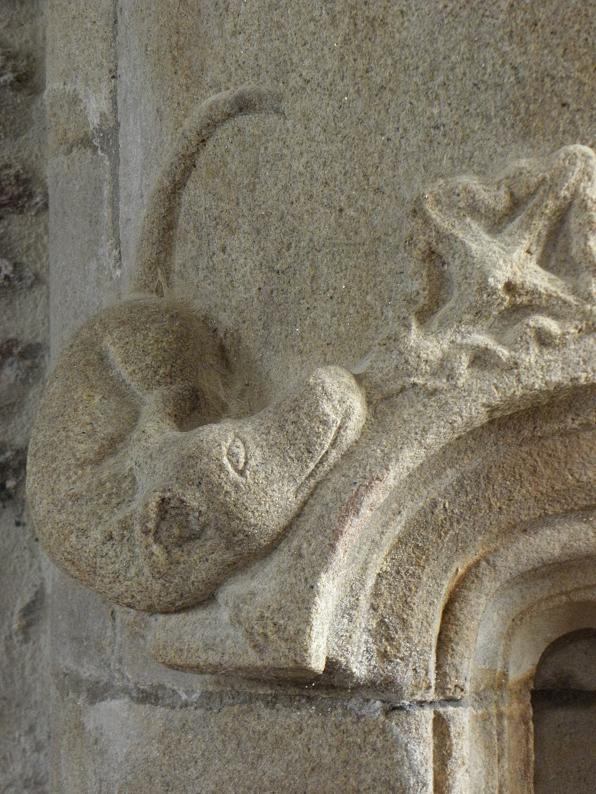
Détail de la crédence lavabo du croisillon sud.

### La mairie
La mairie a été édifiée en 1949. La sculpture, présente sur son fronton, a été réalisée par Amédée Vaillant (1930-1960). Celle-ci symbolise bien Saint-Pierre-de-Plesguen, avec son ancre de marine, son marteau (pour le granit de Saint-Pierre-de-Plesguen, aussi appelé granit de Lanhélin) et sa clé (pour Saint-Pierre).

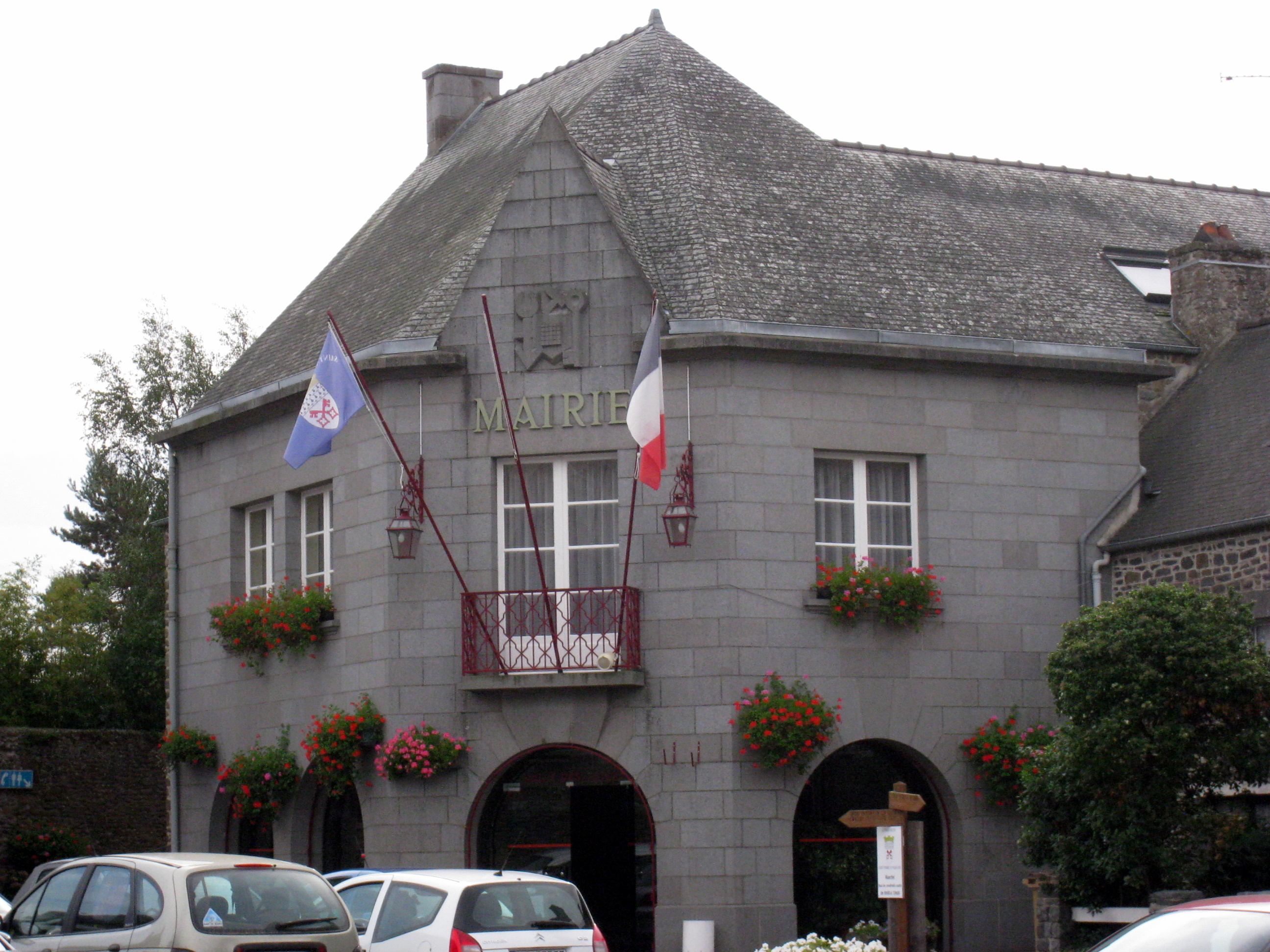
La mairie.
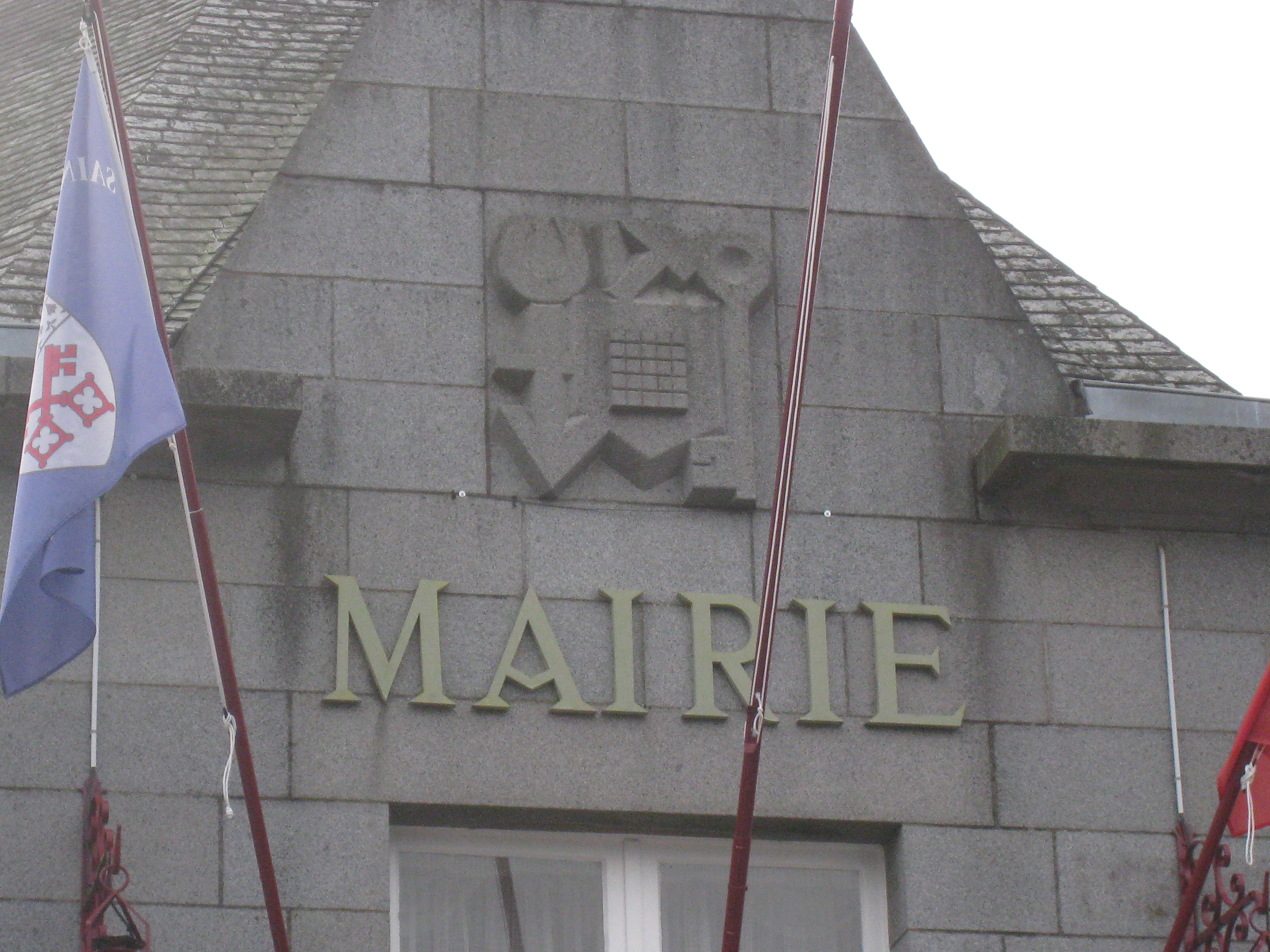
Ecusson.

### Le monument aux morts
Le monument aux morts, jadis placé au carrefour de la rue du Général-Leclerc et de la rue des Déportés, a été déplacé sur l'esplanade de l'église. La stèle commémore 119 noms pour le conflit de 1914-1918. On y lit aussi 14 noms pour 1939-1945, auxquels il faut ajouter les noms de 6 civils résistants. On remarque aussi une plaque à la mémoire des marins péris en mer, dont le nombre et les noms restent à établir.

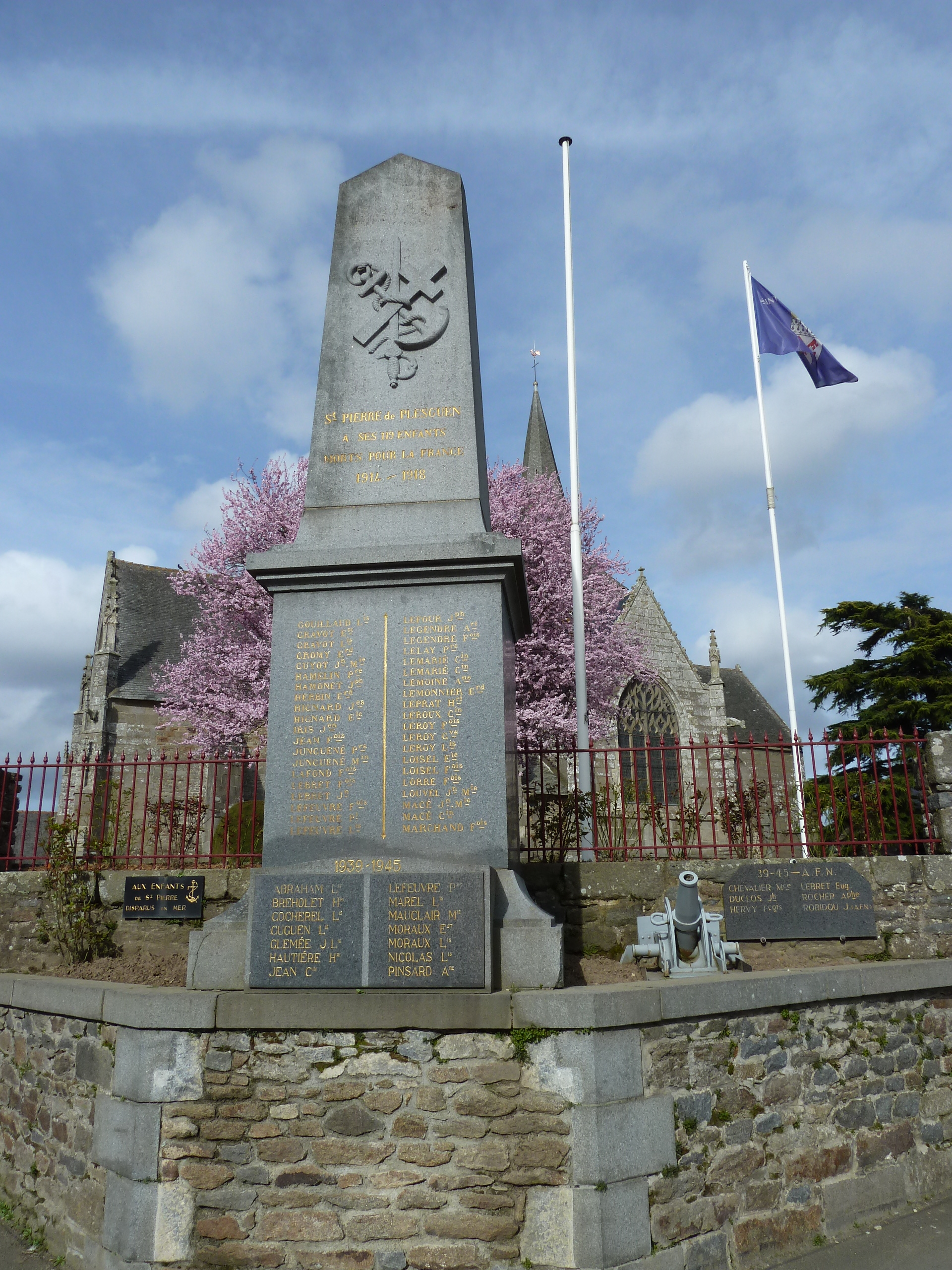
Le monument aux morts.
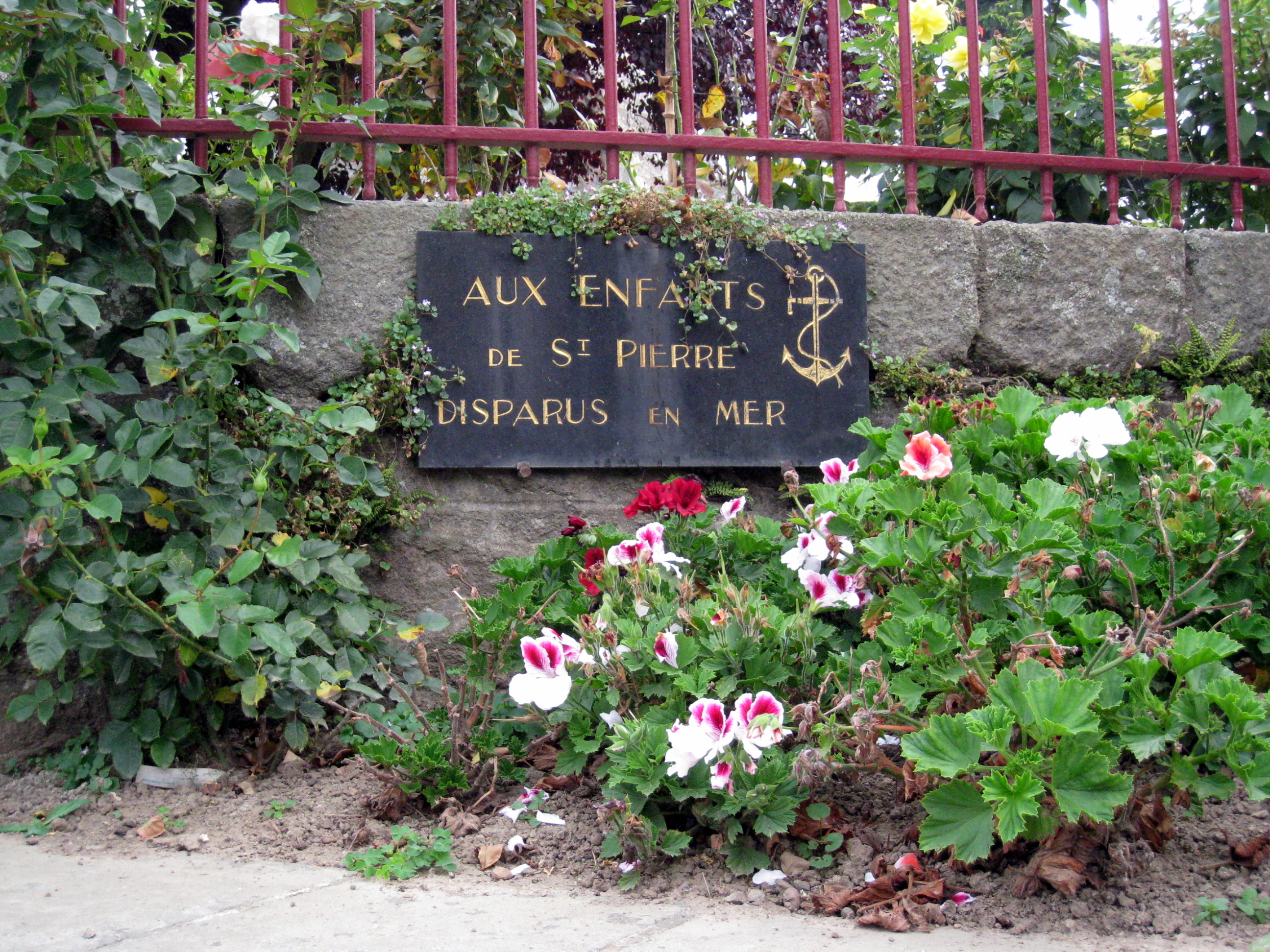
Hommage aux marins disparus de la commune.

### Les croix

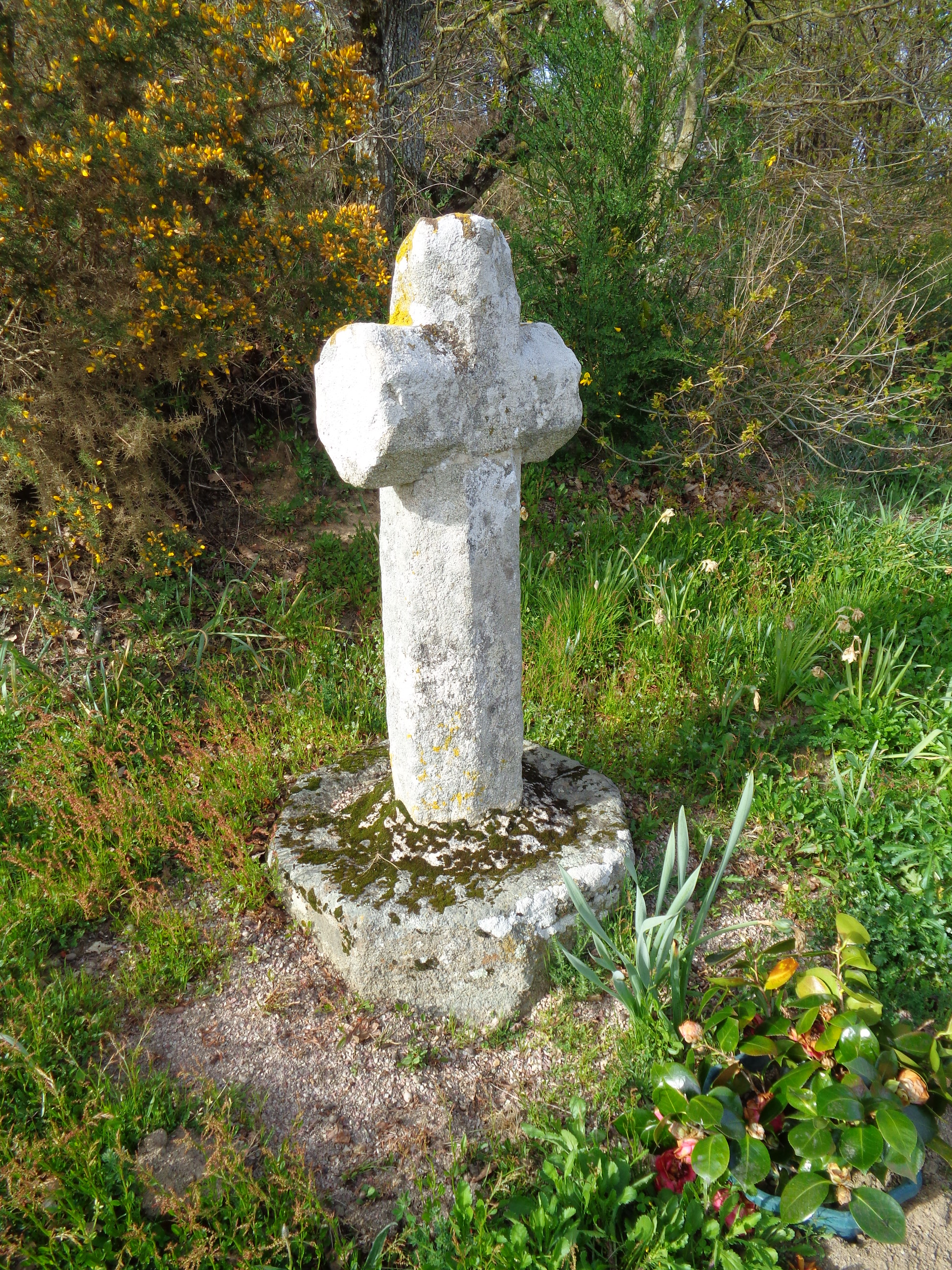
Croix de la Rougeolais.

- La croix de Justice ou Pas de Plesguen (XVe siècle), située route de Pleugueneuc. Elle marque, dit-on, l'emplacement d'anciennes fourches patibulaires.
- La croix aux Bœufs, située jadis au bourg de Saint-Pierre-de-Plesguen.
- La croix du Bois-Hamon, située route de Pleugueneuc.
- La croix dom Hue, située route de Miniac-Morvan, non loin du lieu-dit le Rocher Psé. Cette croix se composait autrefois de deux croix jumelles posées sur un même socle.
- La croix du Rouvre, située route de Plesder à Lanhélin.
- La croix de la Rougeolais

### Diverses constructions

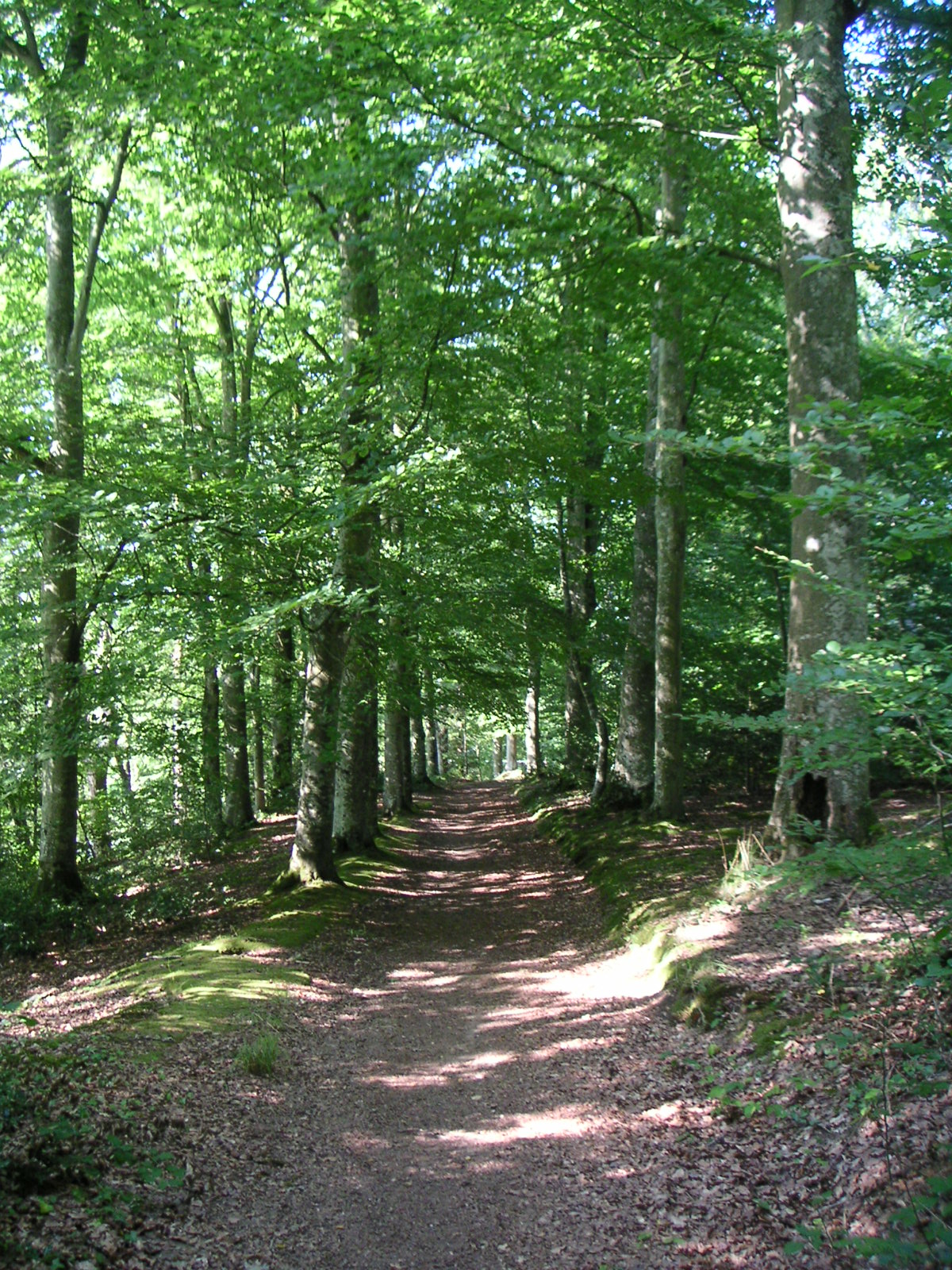
Le bois de la Chesnaie.

- L'ancienne métairie de la Petite Jehardière (XVe siècle), située route de Plesder à Lanhélin. Propriété de la famille Barbe (en 1543), de la famille Grignart et de ses descendants (de 1565 à 1720), puis de Maurille Michau, seigneur de Ruberzo et enfin de la famille Le Prestre de Châteaugiron (au XVIIIe siècle). Jean-Marie de La Mennais (1780-1860) demeure le propriétaire de la Grande Jehardière et de la Petite Jehardière jusqu'en 1860.
- Le manoir de la Petite Sauvagère (entre le XVIe et le XVIIe siècle), situé route de Pleugueneuc. Au XVIe siècle, la seigneurie est divisée en deux : la Sauvagère Ferron (la Grande Sauvagère) et la Sauvagère-Hamon (la Petite Sauvagère). Le manoir de la Sauvagère-Ferron possède une chapelle sécularisée. Propriété successive des familles Geffroy (en 1513), Ferron (en 1655), Jonchée (au XVIIIe siècle).
- Le manoir de la Cocherie.
- La métairie du Bois-Hamon et celle de la Porte. Ces deux métairies faisaient, au XVIe siècle, partie du domaine de la Petite Sauvagère.
- Le château du Rouvre, situé route de Plesder à Lanhélin. Il était jadis fortifié. Il est pris et incendié par les Royaux vers 1592, puis reconstruit au XVIIIe siècle. On y voit un colombier et une chapelle réédifiée vers 1660 et restaurée en 1874. Il relevait de la seigneurie de Châteauneuf. Propriété des seigneurs du Rouvre en 1381, puis des familles de Champaigné (à la fin du XVe siècle), de Bréhand vicomtes de l'Isle (au début du XVIIe siècle), Seré seigneurs des Landes (en 1656), Gouin seigneurs de Langrolay (en 1701), du Bourblanc (en 1786).
- La grotte (ou fontaine) Saint-Pierre, située au bas du bourg de Saint-Pierre-de-Plesguen.
- L'ancien relais des maitres Postes (1800) qui a vu le passage de Napoléon III et de l'Impératrice le 19 août 1858.

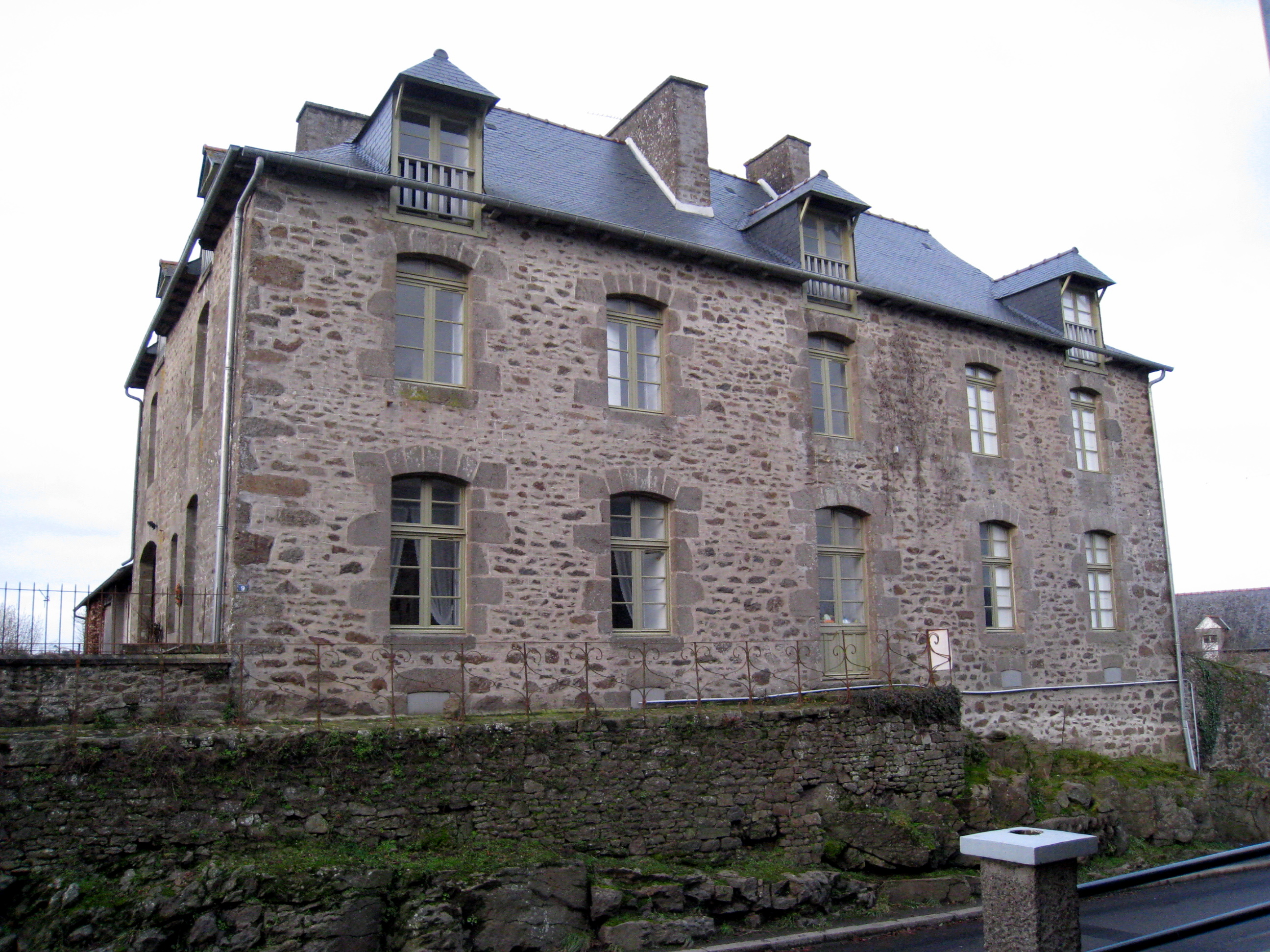
L'ancien relais de poste.
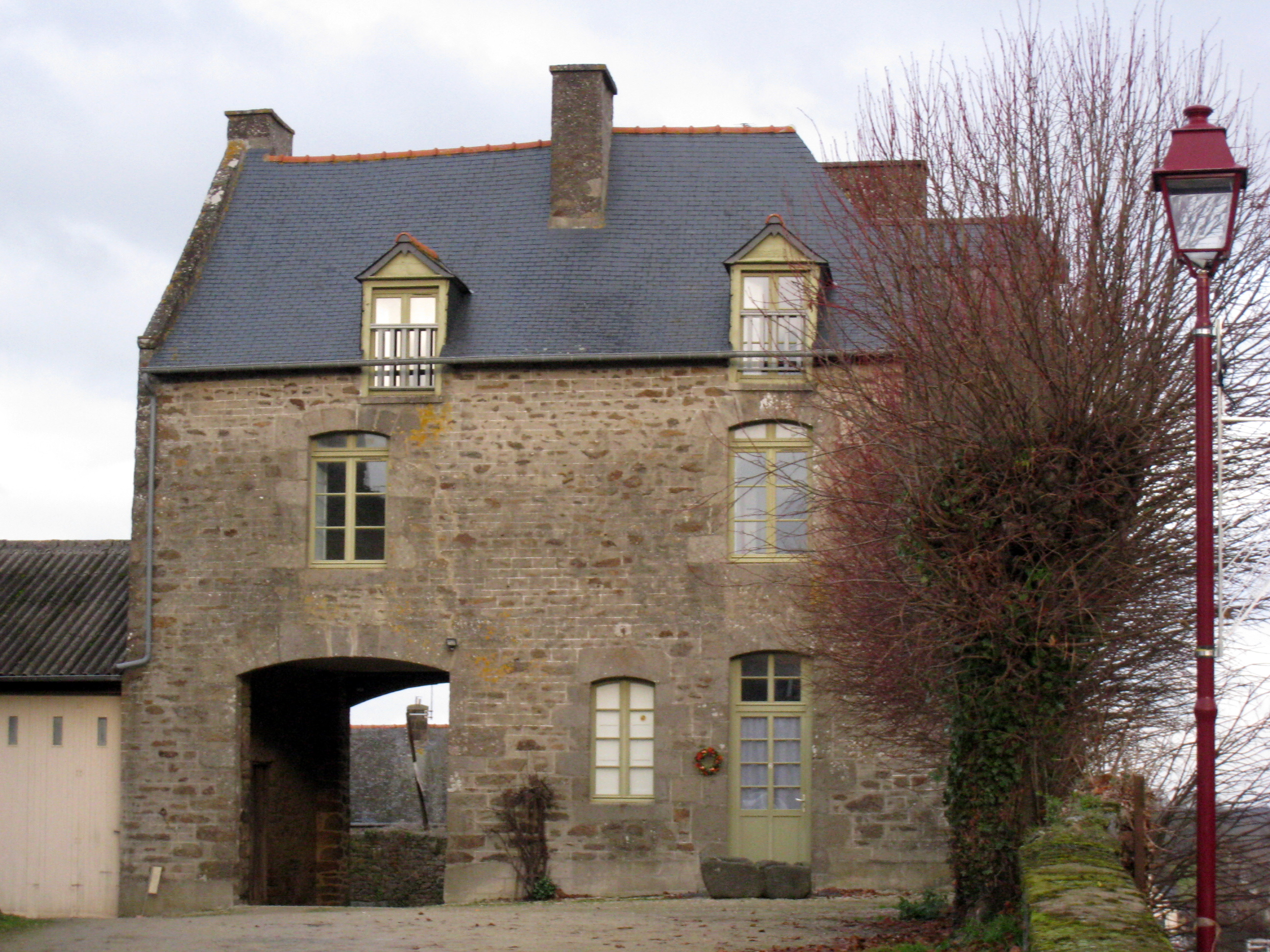
L'ancien relais de poste.

- L'ancien presbytère, situé au bourg de Saint-Pierre-de-Plesguen. On y trouve les armes du recteur Tristan de Vendel, abbé du Tronchet, décédé en 1553.
- Les mottes féodales de la Guermonais, du Rouvre.
- Le tumulus ou la Motte au lieu-dit le Taillis de la Pasquenaie.
- Un lec'h funéraire (Ve au VIIIe siècle), retrouvé dans le vieux cimetière.
- La découverte de gisements de tegulae en plusieurs lieux-dits : Licornou, la Guermonais, la Cocherie, le Clos au Loup et la Bordière (époque gallo-romaine).
- La découverte d'un sesterce de Maximin, près de la Basse-Motte.
- La découverte d'un trésor de 1 200 monnaies (époque romaine).
- L'ancien manoir de la Houssaye, situé route de Lanhélin.
- L'ancien manoir du Bois-Mandé, situé route de Lanhélin.
- L'ancien manoir des Chapelles, situé route de Lanhélin. Propriété de la famille Massuel en 1513. Il avait, dit-on, une chapelle frairienne qui remplaçait celle des Templiers de Lanhélin.
- L'ancien manoir de la Chapelais (XVIIe siècle), situé route de Plesder à Lanhélin.
- L'ancien manoir de la Fresnaye, situé route de Plesder à Lanhélin. Propriété de la famille Geslin en 1513.
- L'ancien manoir de la Ricolais, situé route de Saint-Solen.
- La voie de la Liberté (Sainte-Mère-Église - Bastogne) traverse la commune.
- La carrière de granite du bois de la Chauffetière, puis Société Hignard, actuellement Hignard Granit.

### Les moulins
On connaît, dans la commune, l'existence des moulins à eau ci-après :
- le moulin de la Chesnaie, sur la rivière du même nom. Il ne reste aujourd’hui que la fondation des bâtiments, cachée au milieu des ronces ;
- le petit moulin du Rouvre, sur la rivière le Meneuc ;
- le grand moulin du Rouvre, sur la rivière le Meneuc, qui était le dernier à continuer de travailler jusqu'en 1964 ; le meunier était Ange Denis d'où le nom d'une place du centre du village ;
- le moulin de la Ville-Milcent, sur la rivière le Meneuc ;
- le moulin du Tertre-Guy, sur la rivière le Meneuc.

Il y avait aussi deux moulins à vent :
- le moulin à vent du Rochet-Pecet ;
- un moulin dans les landes sèches, dont l'emplacement est encore visible. Il en existait deux dans ces landes, mais en 1880 l'un d'eux est indiqué sur la carte d'état-major comme « détruit ».

### Les voies romaines
Quatre voies romaines traversaient probablement le village :
- Le chemin Chasles ou voie de Jublains à Corseul.
- Voie d'Aleth à Lehon.
- Voie de Rennes à Aleth.
- Voie de Saint-Pierre à Léhon.

Le croisement de ces deux dernières dans le bourg formait alors un vicus routier

## Personnalités
- François Garnier, né le 3 octobre 1848 à Dinan et mort le 29 mars 1926 à Saint-Pierre-de-Plesguen, était instituteur dans la commune mais aussi artiste peintre et miniaturiste de talent. Il illustra ainsi une petite monographie de la commune.
- Takashi Naraha, né en 1930 à Mito au Japon, est artiste sculpteur japonais. Il résidait à Saint-Pierre-de-Plesguen depuis 1991.